# Openflight
Openflight é um formato de gravação de cenários 3D usados em Simulações. Este formato foi criado pela empresa MultiGen-Paradigm ( actualmente chamada Presagis ) para dar resposta a uma necessidade de ter uma base de dados versátil na comunidade da simulação visual.
Openflight é o formato mais usado para bases de dados de simulação e é suportado por dezenas de de sistemas incluindo Sony, Nintendo, Sega, Macintosh entre outros.
Este formato é também muito usado na indústria militar sendo muito utilizado para simulações de batalhas, aeronáuticas e de tanques.
Este formato hoje em dia já se está a tornar muito comum no mundo das animações e da comunidade de modelação. Na indústria de entretenimento é muito usado para construir cenários de jogos em tempo-real.

## Anos 80 e 90
Nos anos 80 e início dos anos 90 não havia preocupação em usar um formato comum entre programas diferentes e indústrias diferentes. Contudo isso mudou no fim dos anos 90 quando se tornou necessário criar um formato que pudesse ser transferido entre várias ferramentas 3D sem perder qualidade.
Através do uso da ferramenta "PolyTrans" do Okino utilizadores de diferentes tipos de software podiam então transformar diferentes tipos de formatos sem perda de qualidade.
Juntamente com o formato Openflight para a ferramenta "PolyTrans" existe agora uma ligação entre as várias indústrias ( Simulação Visual, Videojogos, Multimedia, Entretenimento e Animação ).

## Aplicações
- 3ds Max
- Maya
- Autodesk Softimage
- Lightwave

## Como Funciona
O formato Openflight informa o gerador de imagens em tempo-real de uma maneira lógica e hierárquica aquilo que deve rasterizar, em que momento o deve fazer e de que maneira o deve fazer, resultando assim numa cena 3D em tempo-real muito precisa e fiável.